# Ettore Boiardi
Ettore Boiardi, noto anche con lo pseudonimo di Hector Boyardee (Piacenza, 22 ottobre 1897 – Parma, 21 giugno 1985), è stato un imprenditore italiano naturalizzato statunitense proprietario del marchio di pasta inscatolata Chef Boyardee.

## Biografia

### Gioventù

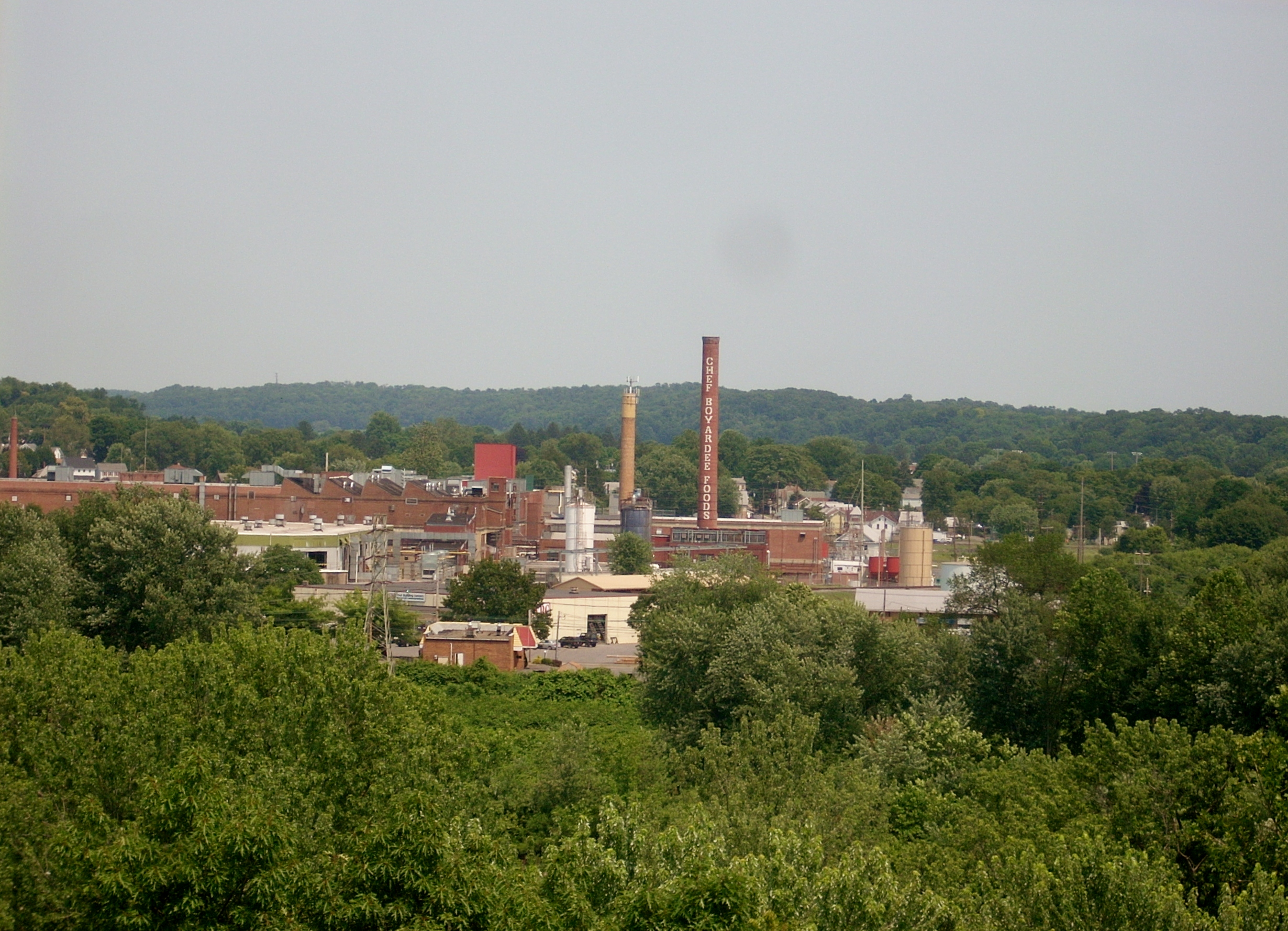
La Chef Boyardee di Milton, in Pennsylvania

Boiardi nacque a Piacenza nel 1897 da Giuseppe Boiardi e Maria Maffi. All'età di undici anni, egli svolgeva umili mansioni presso il ristorante locale "La Croce Bianca", ove pelava le patate e si occupava di portare via la spazzatura. Boiardi apprese le basi della ristorazione a Parigi e a Londra e, il 9 maggio 1914, quando aveva sedici anni, giunse a Ellis Island con La Lorraine, una nave di immatricolazione francese.

### Carriera
Dopo essersi trapiantato a New York, Boiardi lavorò dapprima al Knickerbocker Hotel e, grazie al fratello Paolo, anche presso la cucina dell'Hotel Plaza, ove divenne capo cuoco. Ettore Boiardi si occupò di supervisionare la preparazione dei piatti destinati a Woodrow Wilson e a duemila soldati statunitensi di ritorno dalla prima guerra mondiale presso la Casa bianca. Nel 1926 aprì a Cleveland il suo ristorante Il Giardino d'Italia. Dal momento che molti dei suoi clienti volevano consumare i sughi da lui preparati a casa, Boiardi glieli serviva in bottiglie di latte pulite.
Nel 1927 Ettore e Paolo Boiardi riuscirono a sviluppare un procedimento attraverso il quale potevano produrre cibo in scatola su larga scala, e a distribuirlo in molte aree degli USA grazie a Maurice ed Eva Weiner, due frequentatori del Giardino d'Italia e proprietari di una catena di negozi di alimentari self-service. Nel 1928, la crescente domanda di piatti dei fratelli Boiardi costrinse i due ad aprire uno stabilimento produttivo e a lanciare l'azienda Chef Boiardi Food Company, che riforniva dapprima i soli USA e poi anche altre parti del mondo, di sugo in scatola, spaghetti e parmigiano grattugiato, di cui divenne la principale importatrice. Per pubblicizzare i suoi prodotti, la Chef Boiardi Food Company asseriva che essi erano economici e pertanto indicati per servire un'intera famiglia. Secondo Anna, la nipote di Ettore Boiardi, tale impresa necessitava di tonnellate di olio di oliva per produrre il suo cibo.

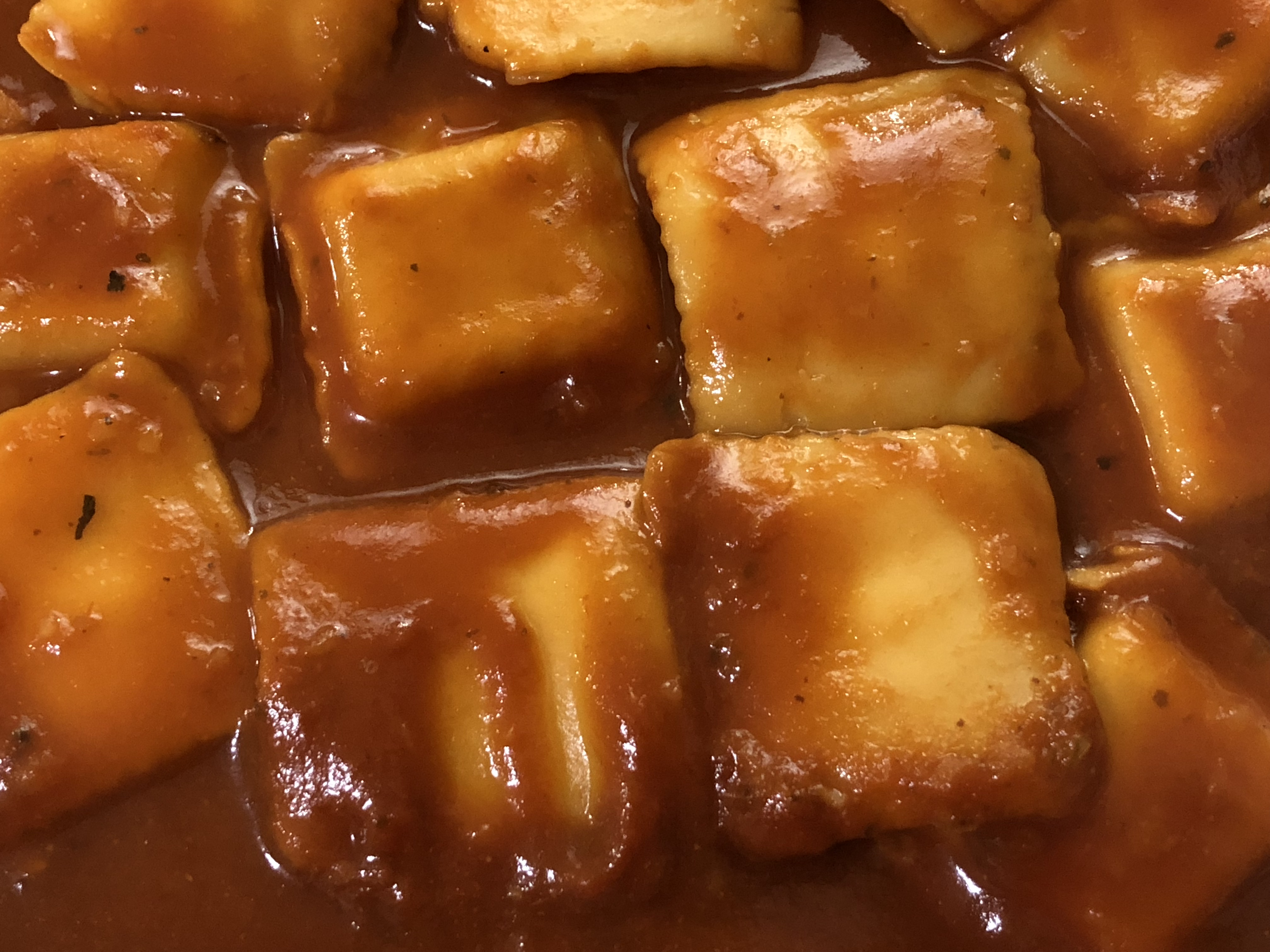
Ravioli ripieni di formaggio con sugo di pomodoro della Chef Boyardee

Nel 1938, l'azienda spostò i suoi impianti produttivi a Milton (Pennsylvania) e Boiardi fece rinominare i suoi prodotti "Boy-Ar-Dee", che era un nome più facile da pronunciare per gli statunitensi. Durante il periodo in cui l'azienda raggiunse il picco della produzione, la quantità di pomodori che essa utilizzava si aggirava intorno alle ventimila tonnellate ogni stagione. Nel frattempo, la Chef Boyardee iniziò a produrre anche alimenti a base di funghi. Boiardi sosteneva che "chiunque è orgoglioso del proprio nome di famiglia, ma i sacrifici sono necessari per il progresso".
Nel 1946, a causa di alcuni problemi di liquidità aggravati ulteriormente dalle lotte familiari interne sulla proprietà e sulla direzione dell'azienda nella gestione della rapida crescita interna, Boiardi vendette il suo marchio all'American Home Foods (più tardi rinominata International Home Foods) per quasi sei milioni di dollari. L'imprenditore italiano investì molti dei proventi guadagnati dalla vendita della sua azienda per finanziare la Milton Steel Company, che produceva delle risorse destinate all'esercito americano impegnato nella Guerra di Corea.
Boiardi divenne inoltre uno dei volti più noti degli USA apparendo in numerose pubblicità cartacee e televisive fra gli anni 1940 e 1960. La sua ultima apparizione televisiva risale al 1979.

### Morte
Boiardi morì ricco per cause naturali il 21 giugno 1985, all'età di 87 anni nella sua casa di Parma, nell'Ohio e fu sepolto all'All Souls Cemetery di Chardon Township. In tale periodo, la linea Chef Boyardee incassava 500 milioni di dollari all'anno che venivano versati alla International Home Foods. Nel mese di giugno del 2000, la Conagra acquisì la International Home Foods.

## Vita privata
Ettore Boiardi era figlio di Giuseppe e Maria Maffi Boiardi e aveva un fratello di nome Paolo, che lo seguì durante la sua carriera imprenditoriale. Aveva una moglie di nome Helen e un figlio, Mario, che ereditò la Milton Steel Company e morì nel 2007. Ettore Boiardi aveva due nipoti.